# 石门乡 (苍溪县)
石门乡，是中华人民共和国四川省广元市苍溪县曾经下辖的一个乡。2020年5月，撤销中土镇、石门乡，将原中土镇和原石门乡所属行政区域划归元坝镇管辖。

## 行政区划
石门乡撤销前下辖以下地区：
龙水村、中梁村、华山村、三林村、七星村、塞包村、金城村、碑沱村、插江村、银城村、金鹰村、珠江村、文家角村和杨河村。